# 佩代西纳
佩代西纳（義大利語：Pedesina），是意大利松德里奥省的一个市镇。总面积6.25平方公里，人口33人，人口密度5.3人/平方公里（2009年）。国家统计（ISTAT）代码为014047。